# Acmaeodera ottomana
Acmaeodera ottomana es una especie de escarabajo del género Acmaeodera, familia Buprestidae. Fue descrita científicamente por Frivaldszky en 1837.
Esta especie se encuentra en el continente asiático.